# Disphyma crassifolium
Disphyma crassifolium är en isörtsväxtart som först beskrevs av Carl von Linné, och fick sitt nu gällande namn av L. Bol. Disphyma crassifolium ingår i släktet Disphyma och familjen isörtsväxter. Inga underarter finns listade i Catalogue of Life.

## Bildgalleri

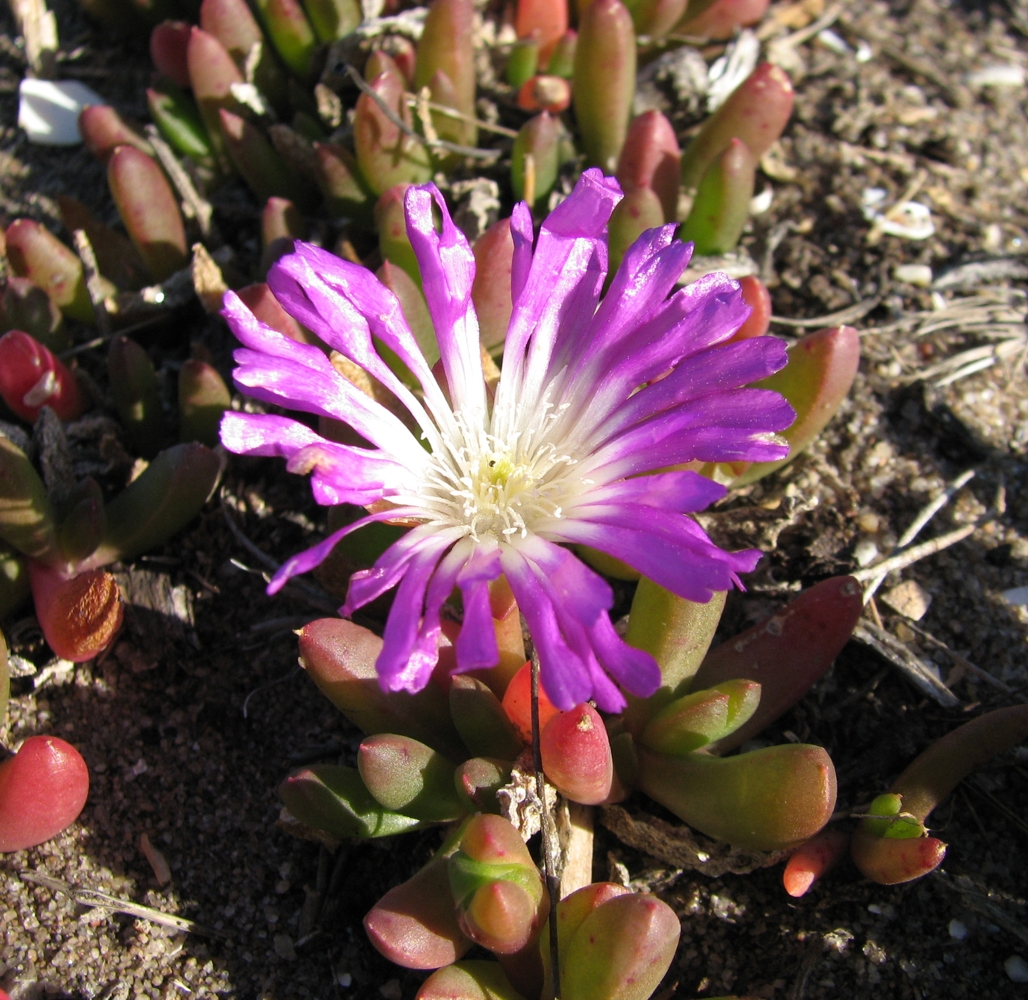
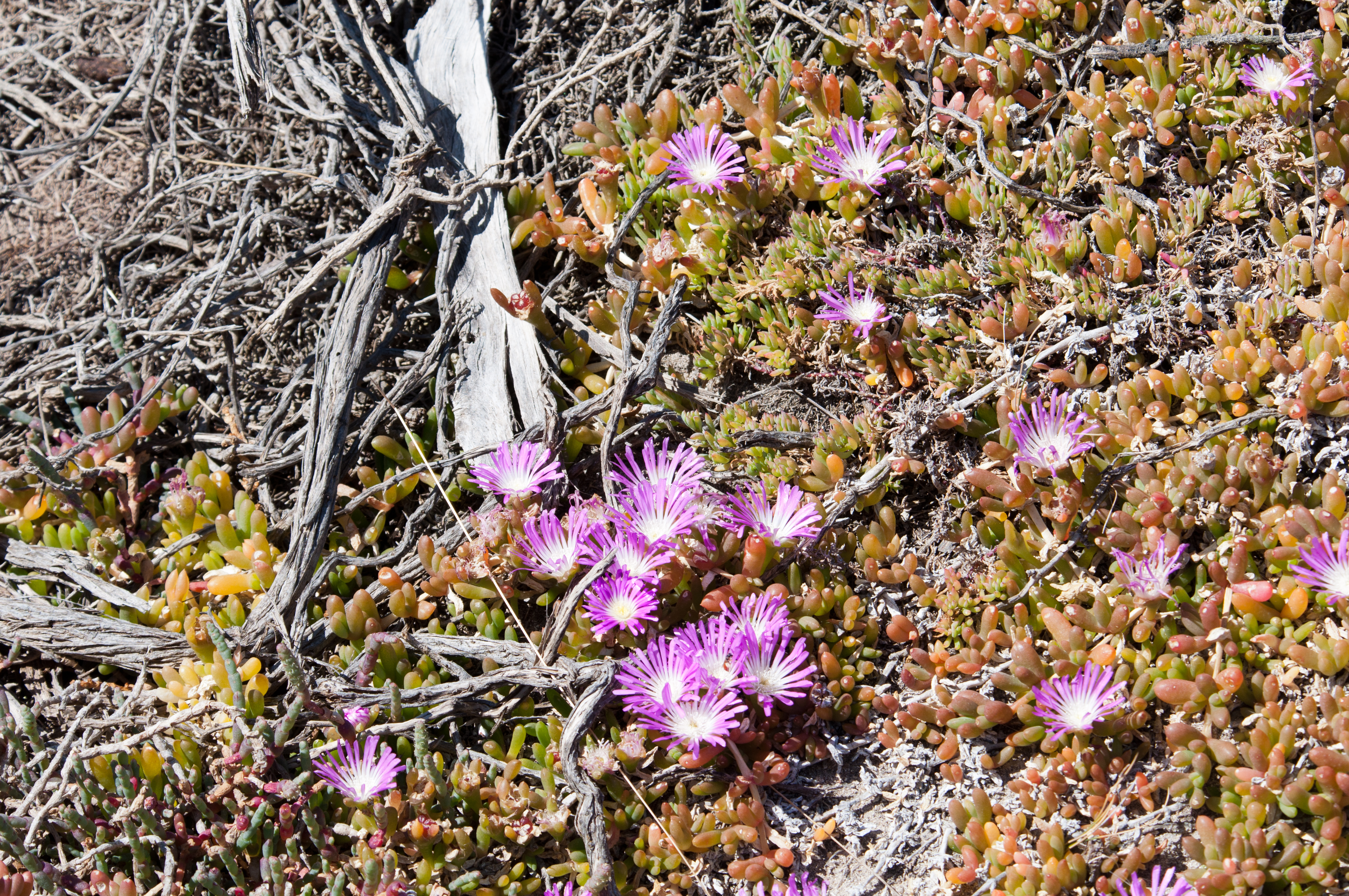